# Boeing KB-29 Superfortress

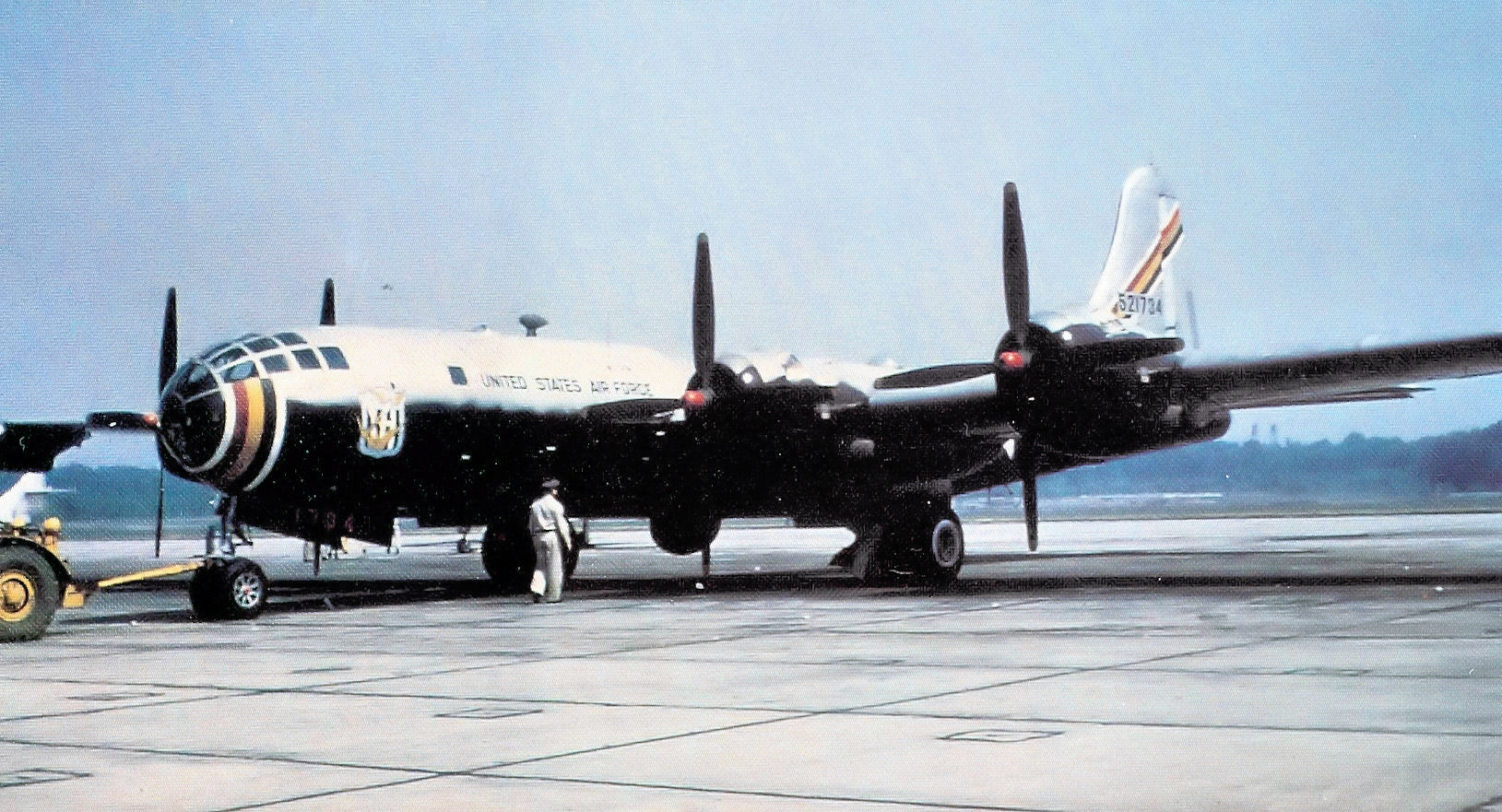
Boeing YKB-29T Superfortress experimental (Boeing B-29-90-BW Superfortress) 45-21734, asignado al 421st Air Refueling Squadron, Base aérea de Yokota, Japón, 1954. Retornado a los Estados Unidos y retirado en AMARC, febrero de 1955.

El Boeing KB-29 fue un Boeing B-29 Superfortress modificado para cubrir las necesidades de reabastecimiento en vuelo de la USAF. Se desarrollaron y produjeron dos versiones principales: el KB-29M y el KB-29P.
Los escuadrones 509º y 43d Air Refueling Squadron (Base de Walker, Nuevo México y Base de Davis-Monthan, Arizona, respectivamente) fueron creados en 1948 para operar los cisternas KB-29M. La 303ª Ala de Bombardeo en la base Davis-Monthan voló B-29 y KB-29 desde 1951 hasta 1953, tiempo en el que proporcionaron entrenamiento de operaciones de bombardeo estratégico y reabastecimiento en vuelo para alcanzar los compromisos globales del SAC. Desplegado en la base de Sidi Slimane, Marruecos Francés, del 5 de octubre al 6 de noviembre de 1952.

## Variantes

### KB-29M
El B-29 jugó un importante papel en el desarrollo del uso efectivo del reabastecimiento en vuelo a finales de los años 40. Los primeros aviones envueltos en este programa fueron el cisterna KB-29M y el receptor B-29MR. Al principio, fue utilizado un sistema de agarre, conocido como el método de manguera en bucle; el cisterna formaría por detrás, por encima y a la izquierda del receptor. Luego desenrollaría un cable de arrastre unido a un peso de 24,95 kg (para hacerlo colgar casi verticalmente). El receptor haría descender un cable de arrastre terminado en un cono de arrastre (para que se mantuviera casi horizontal) y un garfio. Con ambos cables extendidos, el cisterna cruzaría a la derecha del receptor, con lo que los dos cables se engancharían entre sí. Con los cables enganchados, el cisterna introduciría ambos en su fuselaje, donde el cable del receptor era conectado a la manguera del cisterna. Luego era arrastrada por el receptor. Tras conectar con los compartimentos internos de combustible, comenzaría el bombeo. Cuando el receptor estaba lleno, el proceso se revertía permitiendo al cisterna recuperar su manguera y al receptor su cable de arrastre. Aunque era un sistema tosco, fue usado a menudo a finales de los años 40, antes de se desarrollara un sistema mejor. Se utilizó principalmente para repostar al Lucky Lady II durante su famosa circunnavegación del planeta en 1949. La habilidad de la USAF de circunnavegar el planeta demostró que sus bombarderos alcanzarían cualquier objetivo. Esto ayudó a influir en la disputa acerca de si la USAF o la Armada estadounidense deberían proporcionar el vector nuclear de los Estados Unidos. La USAF ganó, con la consecuente expansión masiva del Mando Aéreo Estratégico de la misma y la cancelación de los super portaaviones de la Armada estadounidense.
El método de manguera en bucle era de uso sólo en aviones con grandes tripulaciones, ya que los tripulantes eran necesarios para ayudar con el acarreo. Un método modificado conocido como sistema de sonda y cesta fue desarrollado para permitir que los aviones monoplazas fueran repostados en vuelo. Como los cazas a reacción adolecían de corto alcance, existía la necesidad de ser repostados en vuelo, y varios KB-29M fueron modificados para usar sistemas de sonda y cesta, en los que la manguera de repostaje tiene un paracaídas de freno de tipo toro unido al final, y el avión receptor tiene una sonda en su morro o ala, que el piloto maniobra para introducirla en la cesta y unirla a la manguera.
Un KB-29M, redesignado YKB-29T, fue modificado para poseer otras dos mangueras de repostaje en sus puntas alares. Sirvió de prototipo para el KB-50D.
Los sistemas de reabastecimiento en vuelo fueron desarrollados e instalados por Flight Refuelling Ltd, en Tarrant Rushton, en el Reino Unido.

### KB-29P

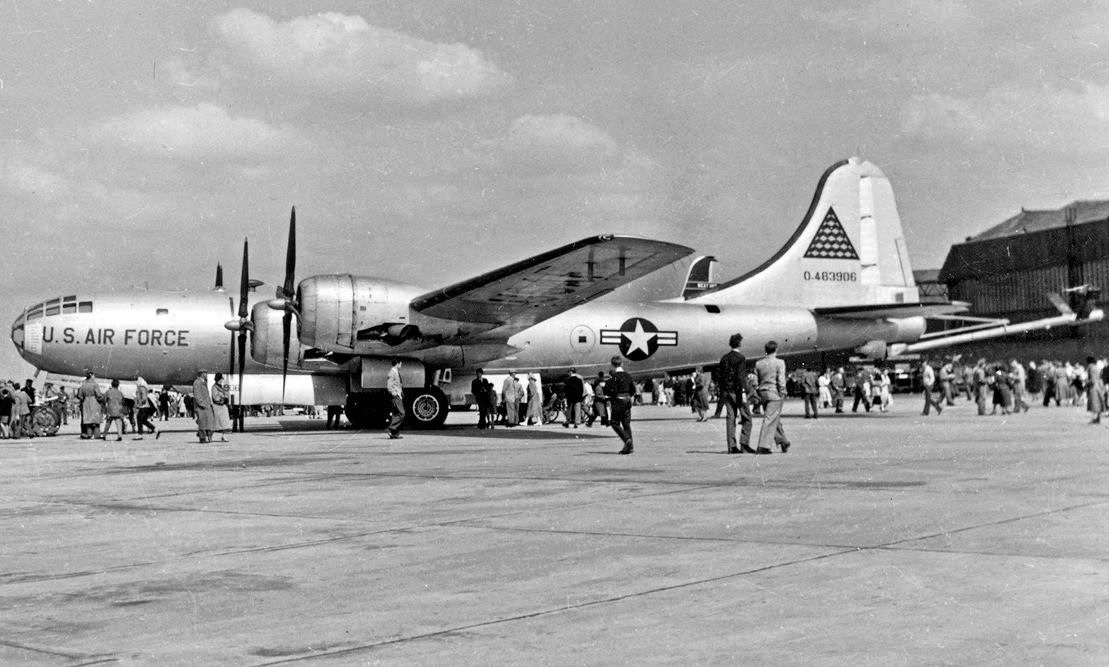
Cisterna KB-29P del 420º Escuadrón basado en Sculthorpe, Norfolk, en 1956.

En un esfuerzo por mejorar el sistema de sonda y cesta, Boeing desarrolló un sistema de pértiga rígida volante, que fue utilizado por primera vez en el KB-29P. La pértiga fue montada al final del KB-29P, y usaba un juego de superficies de control de tipo cola en V para la estabilización de su extremo más alejado. Con las superficies de estilo de cola en V, todavía en uso en la mayoría de los aviones cisternas de la USAF en el siglo XXI, la pértiga podía ser maniobrada por el operador. El sistema de pértiga volante fue seleccionado por el SAC[cita requerida] como método preferido para reabastecer a sus bombarderos y, debido al enorme tamaño alcanzado por el mismo, se convirtió en el método más común de reabastecimiento en vuelo de la USAF, y fue usado en los KC-97 y también en modernos cisternas como el KC-135 Stratotanker y el KC-10 Extender. El KB-29P fue operado por el 420th Air Refueling Squadron basado en Sculthorpe, Norfolk, a mitad de los años 50. De 1954 a 1957, el 407th Air Refueling Squadron estuvo basado en la base de la Fuerza Aérea de Great Falls. Más tarde, el nombre de la base se cambió por Malmstrom .

## Operadores
Estados Unidos
- Fuerza Aérea de los Estados Unidos

## Especificaciones
Referencia datos: United States Military Aircraft since 1909

### Características generales
- Longitud: 36,58 m
- Envergadura: 43,04 m
- Altura: 9,02 m
- Superficie alar: 161,28 m²
- Peso vacío: 31 302,89 kg
- Peso cargado: 62 822,59 kg
- Planta motriz: 4× motor radial de 18 cilindros sobrealimentado refrigerado por aire Wright R-3350.
  - Potencia: 1640,54 kW (2200 hp) cada uno.

### Rendimiento
- Velocidad nunca excedida (Vne): 643,74 km/h a 30000 pies (9150 m)
- Velocidad crucero (Vc): 506,94 km/h
- Alcance: 3701,49 km
- Techo de vuelo: 11582,4 m (38000 pies)
- Régimen de ascenso: 2,54 m/s (500 pies/min)

### Desarrollos relacionados
- B-29 Superfortress
- Boeing KB-50

### Aeronaves similares
- Boeing KC-97 Stratotanker

### Secuencias de designación
- Secuencia B- (Bombarderos del USAAS/USAAC/USAAF/USAF (1925-62)): ← B-26 - B-27 - B-28 - B-29 - B-30 - B-31 - B-32 →